# Сон дружини рибалки
«Сон дружини рибалки» (яп. 蛸と海女; геп. тако то ама; дослівно восьминіг(и) і ама), також відома як «Пірнальниця й восьминіг» або «Пірнальниця та два восьминоги» — ксилогравюра японського художника Кацусіки Хокусая, створена ним у 1814 році. Гравюра була включена до Kinoe no Komatsu («Молоді сосни») — тритомної книги сюнґа-еротики, вперше опублікованої в 1814 році. «Мрія дружини рибалки» є найвідомішою сюнґою Хокусая.

## Історія
Вперше гравюру було опубліковано у Kinoe no Komatsu («Молоді сосни») — тритомної книги сюнґа-еротики, опублікованої в 1814 році. При публікації ілюстрація не мала назви, а тому у різних джерелах могла змінюватись: «Пірнальниця й восьминоги» (англ. Girl Diver and Octopi, Річард Лейн), «Пірнальниця за перлами та два восьминоги» (англ. Pearl Diver and Two Octopi, Меті Форер), «Пірнальниця й два восьминоги» (англ. Diver and Two Octopi, Даніель Талеріко).

## Опис
Гравюра зображує оголену жінку, вочевидь аму — японську пірнальницю за водоростями, молюсками і перлами, яку пестять два восьминоги. Великий восьминіг робить кунілінгус і одним із щупалець збуджує клітор. Другий восьминіг, набагато меншого розміру, притулюється дзьобом до рота жінки і пестить її лівий сосок.
Гравюра має розміри 16,51×22,23 см (6,50×8,75 дюйми).

### Текст
Навколо зображено текст, з якого випливає, що всі троє отримують взаємне задоволення. Повний текст навколо фігур жінки та восьминогів наведено у перекладі Джеймса Гітона та Тойошіми Мідзухо:
Великий восьминіг: Моє бажання нарешті збувається, це день днів; нарешті ти в моїх руках! Твоє «бобо» дозріло і повне, як чудово! Перевершує все інше! Щоб смоктати, смоктати і ще раз смоктати. Після того, як ми зробимо це майстерно, я проведу тебе до палацу Рюгу-дзьо й обгорну.
«Зуу суфу суфу чю чю чю чю цу зуу фуфуфуу…»
Жінка: Ти ненависний восьминіг! Твоє смоктання рота моєї утроби змушує мене задихатись! Ааа! Так… це… там! З лохом, лохом! Всередині, хрип, хрип, ооо! Ой, добре, ооо, добре! Там Там! Тее! Добре! Вау! Ааа! Добре, добре, ааа! Ще ні! Досі саме мене люди називали восьминогом! Восьминіг! Ой! Вау! Як ти можеш…?! Ой!
«Йой-йоо, саа… хіча хіча гуча гуча, ючюу чю гузу гузу суу сууу…»
Великий восьминіг: Усі вісім кінцівок переплітаються! Тобі це подобається? Ах, подивіться! Нутро розбухло, зволожене теплими водами хтивості.
«Нура нура доку доку доку…»
Жінка: Так, тепер поколює; незабаром у моїх стегнах не залишиться жодного відчуття. Ооо! Зникли межі та обмеження! Я зникла…!
Маленький восьминіг: Коли тато закінчить, я теж хочу потерти і потерти своїми присосками гірку твого пухнастого місця, доки ти не зникнеш, а потім я посмокчу ще трохи.

«Чю чю…»

## Інтерпретації

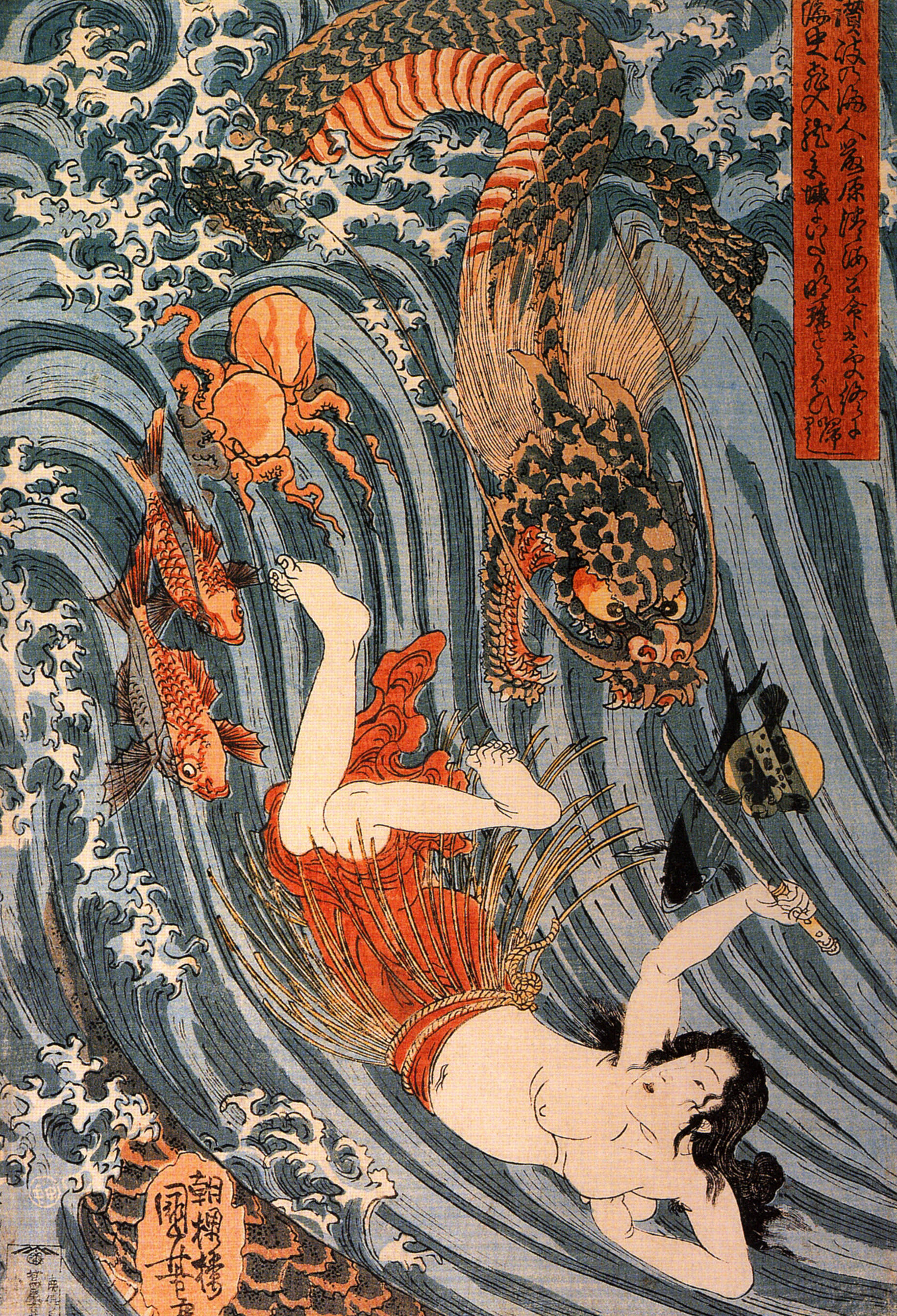
Репродукція Утаґави Кунійосі із зображенням втечі Таматорі від Рюдзіна та його морських створінь

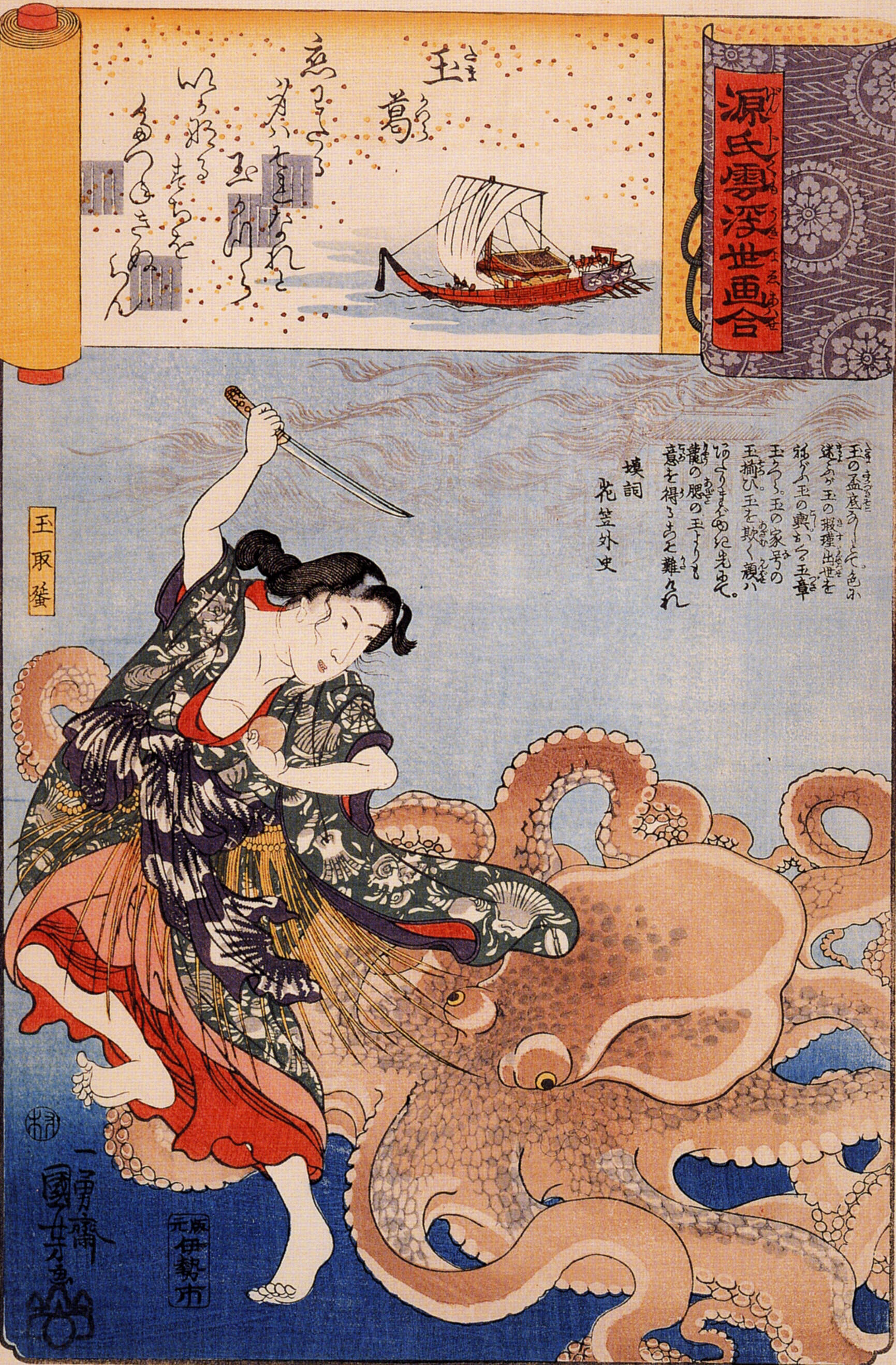
Репродукція Утаґави Кунійосі, на якій Таматорі бореться з восьминогом

Оскільки в тексті на гравюрі є слова великого восьминога про те, що він збирається відвести жінку в підводний палац Рюґу-дзьо, дослідник Даніель Талеріко припустив, що на картині зображена принцеса Таматорі, яка, згідно з легендою, була дружиною Фудзівара но Фухіто і допомагала йому у пошуках перлини, вкраденої богом-драконом Рюдзіном. Історія про принцесу Таматорі була дуже популярна в період Едо. У цій історії Таматорі — скромна ловчиня раковин, яка виходить заміж за Фудзівару но Фухіто з клану Фудзівара, що шукає перлину, яку вкрав у його родини Рюдзін, бог моря-дракон. Поклявшись допомогти, Таматорі пірнає до підводного палацу Рюджіна Рюґу-дзьо, і його переслідує бог і його армія морських істот, включаючи восьминогів. Вона розрізає власні груди і кладе всередину дорогоцінний камінь, це дозволяє їй плисти швидше та втекти, але вона помирає від рани незабаром після того, як досягає поверхні.
Історія Таматорі була популярною темою в мистецтві укійо-е. Художник Утаґава Кунійосі створив на його основі роботи, які часто включають восьминогів серед істот, від яких уникає пірнальник з голими грудьми. У тексті над зображенням Хокусая великий восьминіг каже, що він приведе дівчину до підводного палацу Рюджіна, що посилює зв'язок із легендою Таматорі.
«Сон дружини рибалки» — не єдиний твір мистецтва періоду Едо, що зображує еротичні стосунки між жінкою та восьминогом. На деяких ранніх малюнках нецке зображено головоногих, які пестять оголених жінок. Янагава Сігенобу, сучасник Хокусая, створив зображення жінки, яка отримує кунілінгус від восьминога, дуже схоже на зображення Хокусая в його збірці 1830 року.
Талеріко зазначає, що раніше західні критики, такі як Едмон де Гонкур і Джек Хіллієр, інтерпретували твір як сцену зґвалтування. Талеріко пояснював, що ці вчені побачили гравюру окремо від колекції Kinoe no Komatsu і без розуміння тексту та візуальних посилань, позбавивши його оригінального контексту. Однак Гонкур знав його оригінальний контекст, який він описує в уривку своєї монографії про Хокусая. За словами Кріса Уленбека та Маргарити Вінкель, «цей відбиток є свідченням того, як наша інтерпретація зображення може бути спотвореною, якщо розглядати її ізольовано та без розуміння тексту».

## Вплив
Зображення жінки і двох восьминогів Хокусая часто називають попередником жанру тентаклів, мотиву, популярного в сучасній японській анімації та манзі з кінця XX століття, популяризованого автором Тосіо Маеда. Сучасна еротика з використаннями щупальців так само зображує секс між жінками та щупальцями; секс у сучасних зображеннях зазвичай вимушений, на відміну від взаємоприємної взаємодії Хокусая. Психолог і критик Джеррі С. Півен скептично ставиться до того, що грайливий образ Хокусая може пояснити зображення насильства в сучасних ЗМІ, стверджуючи, що вони, натомість, є продуктом безладу, який пережив японське суспільство після Другої світової війни, що, у свою чергу, відображало існуючі глибинні течії культурної травми. Вчений Хольгер Бріель стверджує, що «тільки в суспільстві, яке вже має пристрасть до монстрів і звикло взаємодіяти з восьминогими, такі зображення можуть виникнути», посилаючись на гравюру Хокусая як ранній приклад такої традиції.
Робота вплинула на пізніших художників, таких як Фелісьєн Ропс, Огюст Роден, Луї Окок, Фернан Кнопфф і Пабло Пікассо. Пікассо намалював свою власну версію гравюри у 1903 році, яка була показана на виставці Museu Picasso 2009 під назвою «Таємні зображення», поряд з 26 іншими малюнками та гравюрами Пікассо, показаними поруч з оригіналом Хокусая та 16 іншими японськими гравюрами, що відображають вплив XIX століття. Пізніше Пікассо повністю намалював роботи, на які безпосередньо вплинув ксилографічний відбиток, наприклад «Лежача оголена» 1932 року, де жінка також є восьминогом, здатним насолоджуватися самою собою.
У 2002 році вийшов хентай «Королівська кров», в якому, серед іншого, показаний секс з восьминогом і прямо продемонстровано зображення «Сну дружини рибалки».
У 2003 році похідна робота австралійського художника Девіда Лейті під назвою «Сон дружини рибалки» викликала невелику полеміку щодо непристойності, коли вона була показана в галереї в Мельбурні. Отримавши скарги, поліція провела розслідування та вирішила, що це не порушує закони міста про боротьбу з порнографією. Естамп Хокусая справив великий вплив на сучасного японсько-американського художника Масамі Тераока, який створив зображення жінок, у тому числі повторюваного персонажа «ловця перлів», які отримують задоволення від головоногих молюсків як символ жіночої сексуальної сили.
У 2008 році фірма Red Monkey Company випустила партію в 60 пар джинсів із зображенням «Сну дружини рибалки».